# Temporada 2015 de Deutsche Tourenwagen Masters
La temporada 2015 del Deutsche Tourenwagen Masters fue la decimosexta temporada del Deutsche Tourenwagen Masters, desde la reanudación del campeonato en 2000. La temporada comenzó el 2 de mayo en Hockenheim, y terminó el 18 de octubre en el mismo lugar, Pascal Wehrlein ganó el campeonato de pilotos, el HWA AG de Mercedes Benz ganó el campeonato de equipos y BMW ganó el campeonato del constructores después de un total de nueve rondas y 18 carreras.
Marco Wittmann comenzó la temporada como el campeón defensor, BMW Team RMG como el equipo defensor del título y Audi como el constructor defensor.

## Cambios de reglas

### Deportivas
- La temporada de 2015 vio al DTM volver a un formato de dos carreras por fin de semana. Fue la primera vez desde 2002 que el DTM utilizó el formato.

### Técnicas
- El peso de todos los vehículos DTM se incrementó a 1120 kg.
- También se han introducido los pesos de rendimiento.

## Equipos y pilotos
| Marca         | Auto                 | Equipo                            | No. | Pilotos                | Rondas   |
| ------------- | -------------------- | --------------------------------- | --- | ---------------------- | -------- |
| BMW           | BMW M4 DTM           | BMW Team RMG                      | 1   | Marco Wittmann         | Todas    |
| BMW           | BMW M4 DTM           | BMW Team RMG                      | 36  | Maxime Martin          | Todas    |
| BMW           | BMW M4 DTM           | BMW Team MTEK                     | 7   | Bruno Spengler         | Todas    |
| BMW           | BMW M4 DTM           | BMW Team MTEK                     | 16  | Timo Glock             | Todas    |
| BMW           | BMW M4 DTM           | BMW Team Schnitzer                | 13  | António Félix da Costa | Todas    |
| BMW           | BMW M4 DTM           | BMW Team Schnitzer                | 77  | Martin Tomczyk         | Todas    |
| BMW           | BMW M4 DTM           | BMW Team RBM                      | 18  | Augusto Farfus         | Todas    |
| BMW           | BMW M4 DTM           | BMW Team RBM                      | 31  | Tom Blomqvist          | Todas    |
| Mercedes-Benz | Mercedes-AMG C63 DTM | Euronics/BWT Mercedes-AMG         | 2   | Gary Paffett           | Todas    |
| Mercedes-Benz | Mercedes-AMG C63 DTM | Euronics/BWT Mercedes-AMG         | 22  | Lucas Auer             | Todas    |
| Mercedes-Benz | Mercedes-AMG C63 DTM | Silberpfeil Energy Mercedes-AMG   | 3   | Paul di Resta          | Todas    |
| Mercedes-Benz | Mercedes-AMG C63 DTM | Silberpfeil Energy Mercedes-AMG   | 6   | Robert Wickens         | Todas    |
| Mercedes-Benz | Mercedes-AMG C63 DTM | gooix/Original-Teile Mercedes-AMG | 8   | Christian Vietoris     | Todas    |
| Mercedes-Benz | Mercedes-AMG C63 DTM | gooix/Original-Teile Mercedes-AMG | 94  | Pascal Wehrlein        | Todas    |
| Mercedes-Benz | Mercedes-AMG C63 DTM | Petronas Mercedes-AMG             | 12  | Daniel Juncadella      | Todas    |
| Mercedes-Benz | Mercedes-AMG C63 DTM | Petronas Mercedes-AMG             | 84  | Maximilian Götz        | Todas    |
| Audi          | Audi RS5 DTM         | Audi Sport Team Abt Sportsline    | 5   | Mattias Ekström        | Todas    |
| Audi          | Audi RS5 DTM         | Audi Sport Team Abt Sportsline    | 17  | Miguel Molina          | Todas    |
| Audi          | Audi RS5 DTM         | Audi Sport Team Abt               | 27  | Adrien Tambay          | Todas    |
| Audi          | Audi RS5 DTM         | Audi Sport Team Abt               | 48  | Edoardo Mortara        | Todas    |
| Audi          | Audi RS5 DTM         | Audi Sport Team Phoenix           | 10  | Timo Scheider          | 1-5, 7-9 |
| Audi          | Audi RS5 DTM         | Audi Sport Team Phoenix           | 93  | Antonio Giovinazzi     | 6        |
| Audi          | Audi RS5 DTM         | Audi Sport Team Phoenix           | 99  | Mike Rockenfeller      | Todas    |
| Audi          | Audi RS5 DTM         | Audi Sport Team Rosberg           | 51  | Nico Müller            | Todas    |
| Audi          | Audi RS5 DTM         | Audi Sport Team Rosberg           | 53  | Jamie Green            | Todas    |

### Cambios de equipos
Ingresa al DTM
- La escudería francesa de monoplazas ART Grand Prix se unirá al campeonato en 2015, con un equipo Mercedes de dos coches, para Lucas Auer y Gary Paffett.[8]

### Cambios de pilotos
Ingresan al DTM
- Maximilian Götz, que ganó la Blancpain Sprint Series en 2014, se unió a Mercedes-Benz.[9]
- Lucas Auer y Tom Blomqvist, cuarto y segundo en temporada 2014 de la Fórmula 3 Europea se unieron al campeonato, conduciendo para Mercedes-Benz y BMW respectivamente.[3][7]

Dejan el DTM
- Joey Hand, quien pilotó para BMW entre 2012 y 2014, dejó el campeonato y se unió al United SportsCar Championship.[2][11]
- Vitaly Petrov, que condujo para Mercedes-Benz en 2014, dejó el campeonato.[8]

Cambios a mitad de temporada
- Timo Scheider fue excluido de participar en la ronda de Moscow Raceway después de empujar a Robert Wickens y Pascal Wehrlein en la segunda carrera en el Red Bull Ring. Antonio Giovinazzi piloto de la Fórmula 3 Europea lo sustituyó en la ronda rusa para el Audi Sport Team Phoenix.[12]

## Pesos de rendimiento
A partir de Norisring, ITR introdujo un sistema de lastre basado en los resultados obtenidos en la carrera anterior. El peso base es de 1120 kg y el peso de rendimiento varía de un mínimo de 1105 kg a un máximo de 1140 kg
| Piloto                 | Auto          | Norisring | Zandvoort | Red Bull Ring | Moscow    | Oschersleben | Nürburgring | Hockenheim |
| ---------------------- | ------------- | --------- | --------- | ------------- | --------- | ------------ | ----------- | ---------- |
| Marco Wittmann         | BMW           | 1105 kg   | 1105 kg   | 1115 kg       | 1107,5 kg | 1107,5 kg    | 1117,5 kg   | 1117,5 kg  |
| Gary Paffett           | Mercedes-Benz | 1120 kg   | 1130 kg   | 1125 kg       | 1125 kg   | 1127,5 kg    | 1127,5 kg   | 1127,5 kg  |
| Paul di Resta          | Mercedes-Benz | 1120 kg   | 1127,5 kg | 1122,5 kg     | 1122,5 kg | 1120 kg      | 1120 kg     | 1120 kg    |
| Mattias Ekström        | Audi          | 1137,5 kg | 1130 kg   | 1127,5 kg     | 1137,5 kg | 1137,5 kg    | 1127,5 kg   | 1127,5 kg  |
| Robert Wickens         | Mercedes-Benz | 1120 kg   | 1130 kg   | 1125 kg       | 1125 kg   | 1122,5 kg    | 1122,5 kg   | 1122,5 kg  |
| Bruno Spengler         | BMW           | 1105 kg   | 1105 kg   | 1115 kg       | 1105 kg   | 1105 kg      | 1115 kg     | 1115 kg    |
| Christian Vietoris     | Mercedes-Benz | 1120 kg   | 1130 kg   | 1125 kg       | 1125 kg   | 1122,5 kg    | 1122,5 kg   | 1122,5 kg  |
| Timo Scheider          | Audi          | 1135 kg   | 1125 kg   | 1120 kg       | -         | 1125 kg      | 1115 kg     | 1115 kg    |
| Daniel Juncadella      | Mercedes-Benz | 1120 kg   | 1130 kg   | 1125 kg       | 1125 kg   | 1125 kg      | 1125 kg     | 1130 kg    |
| António Félix da Costa | BMW           | 1105 kg   | 1105 kg   | 1115 kg       | 1107,5 kg | 1107,5 kg    | 1117,5 kg   | 1117,5 kg  |
| Timo Glock             | BMW           | 1105 kg   | 1105 kg   | 1115 kg       | 1105 kg   | 1105 kg      | 1115 kg     | 1115 kg    |
| Miguel Molina          | Audi          | 1135 kg   | 1125 kg   | 1120 kg       | 1125 kg   | 1122,5 kg    | 1115 kg     | 1115 kg    |
| Augusto Farfus         | BMW           | 1105 kg   | 1105 kg   | 1115 kg       | 1107,5 kg | 1107,5 kg    | 1117,5 kg   | 1117,5 kg  |
| Lucas Auer             | Mercedes-Benz | 1120 kg   | 1127,5 kg | 1122,5 kg     | 1122,5 kg | 1120 kg      | 1120 kg     | 1120 kg    |
| Adrien Tambay          | Audi          | 1130 kg   | 1120 kg   | 1117,5 kg     | 1125 kg   | 1122,5 kg    | 1112,5 kg   | 1112,5 kg  |
| Tom Blomqvist          | BMW           | 1105 kg   | 1105 kg   | 1112,5 kg     | 1105 kg   | 1105 kg      | 1115 kg     | 1115 kg    |
| Maxime Martin          | BMW           | 1107,5 kg | 1107,5 kg | 1115 kg       | 1105 kg   | 1105 kg      | 1112,5 kg   | 1112,5 kg  |
| Edoardo Mortara        | Audi          | 1140 kg   | 1130 kg   | 1125 kg       | 1135 kg   | 1137,5 kg    | 1127,5 kg   | 1127,5 kg  |
| Nico Müller            | Audi          | 1135 kg   | 1125 kg   | 1120 kg       | 1127,5 kg | 1130 kg      | 1120 kg     | 1120 kg    |
| Jamie Green            | Audi          | 1137,5 kg | 1130 kg   | 1125 kg       | 1130 kg   | 1132,5 kg    | 1125 kg     | 1125 kg    |
| Martin Tomczyk         | BMW           | 1105 kg   | 1105 kg   | 1110 kg       | 1105 kg   | 1105 kg      | 1112,5 kg   | 1112,5 kg  |
| Maximilian Götz        | Mercedes-Benz | 1120 kg   | 1125 kg   | 1120 kg       | 1120 kg   | 1117,5 kg    | 1117,5 kg   | 1117,5 kg  |
| Pascal Wehrlein        | Mercedes-Benz | 1120 kg   | 1130 kg   | 1127,5 kg     | 1127,5 kg | 1130 kg      | 1130 kg     | 1130 kg    |
| Antonio Giovinazzi     | Audi          | -         | -         | -             | 1137,5 kg | -            | -           | -          |
| Mike Rockenfeller      | Audi          | 1140 kg   | 1130 kg   | 1125 kg       | 1135 kg   | 1137,5 kg    | 1127,5 kg   | 1127,5 kg  |

## Calendario y resultados
El calendario de nueve rondas fue anunciado el 3 de diciembre de 2014.
| Ronda | Ronda | Circuito                                      | Fecha            | Pole Position          | Vuelta Rápida          | Piloto Ganador         | Equipo Ganador                    | Constructor Ganador |
| ----- | ----- | --------------------------------------------- | ---------------- | ---------------------- | ---------------------- | ---------------------- | --------------------------------- | ------------------- |
| 1     | R1    | Hockenheimring, Baden-Württemberg             | 2 de mayo        | Jamie Green            | Paul di Resta          | Jamie Green            | Audi Sport Team Rosberg           | Audi                |
| 1     | R2    | Hockenheimring, Baden-Württemberg             | 3 de mayo        | Mike Rockenfeller      | Timo Scheider          | Mattias Ekström        | Audi Sport Team Abt Sportsline    | Audi                |
| 2     | R1    | EuroSpeedway Lausitz, Brandenburg             | 30 de mayo       | Miguel Molina          | Jamie Green            | Jamie Green            | Audi Sport Team Rosberg           | Audi                |
| 2     | R2    | EuroSpeedway Lausitz, Brandenburg             | 31 de mayo       | Jamie Green            | Jamie Green            | Jamie Green            | Audi Sport Team Rosberg           | Audi                |
| 3     | R1    | Norisring, Núremberg                          | 27 de junio      | Christian Vietoris     | Jamie Green            | Pascal Wehrlein        | gooix/Original-Teile Mercedes-AMG | Mercedes-Benz       |
| 3     | R2    | Norisring, Núremberg                          | 28 de junio      | Bruno Spengler         | Robert Wickens         | Robert Wickens         | Silberpfeil Energy Mercedes-AMG   | Mercedes-Benz       |
| 4     | R1    | Circuit Park Zandvoort, Holanda Septentrional | 11 de julio      | Augusto Farfus         | António Félix da Costa | Marco Wittmann         | BMW Team RMG                      | BMW                 |
| 4     | R2    | Circuit Park Zandvoort, Holanda Septentrional | 12 de julio      | António Félix da Costa | Timo Glock             | António Félix da Costa | BMW Team Schnitzer                | BMW                 |
| 5     | R1    | Red Bull Ring, Spielberg                      | 1 de agosto      | Edoardo Mortara        | Edoardo Mortara        | Edoardo Mortara        | Audi Sport Team Abt               | Audi                |
| 5     | R2    | Red Bull Ring, Spielberg                      | 2 de agosto      | Mattias Ekström        | Mattias Ekström        | Mattias Ekström        | Audi Sport Team Abt Sportsline    | Audi                |
| 6     | R1    | Moscow Raceway, Volokolamsk                   | 29 de agosto     | Marco Wittmann         | Pascal Wehrlein        | Pascal Wehrlein        | gooix/Original-Teile Mercedes-AMG | Mercedes-Benz       |
| 6     | R2    | Moscow Raceway, Volokolamsk                   | 30 de agosto     | Mike Rockenfeller      | Mike Rockenfeller      | Mike Rockenfeller      | Audi Sport Team Phoenix           | Audi                |
| 7     | R1    | Motorsport Arena Oschersleben, Sajonia-Anhalt | 12 de septiembre | Timo Glock             | Timo Glock             | Timo Glock             | BMW Team MTEK                     | BMW                 |
| 7     | R2    | Motorsport Arena Oschersleben, Sajonia-Anhalt | 13 de septiembre | Augusto Farfus         | Tom Blomqvist          | Tom Blomqvist          | BMW Team RBM                      | BMW                 |
| 8     | R1    | Nürburgring, Renania-Palatinado               | 26 de septiembre | Lucas Auer             | Maxime Martin          | Maxime Martin          | BMW Team RMG                      | BMW                 |
| 8     | R2    | Nürburgring, Renania-Palatinado               | 27 de septiembre | Miguel Molina          | Miguel Molina          | Miguel Molina          | Audi Sport Team Abt Sportsline    | Audi                |
| 9     | R1    | Hockenheimring, Baden-Württemberg             | 17 de Octubre    | Maxime Martin          | Timo Scheider          | Timo Scheider          | Audi Sport Team Phoenix           | Audi                |
| 9     | R2    | Hockenheimring, Baden-Württemberg             | 18 de Octubre    | Gary Paffett           | Edoardo Mortara        | Jamie Green            | Audi Sport Team Rosberg           | Audi                |

### Cambios en el calendario
- La ronda en el Hungaroring – que había sido incluido en el calendario DTM en 1988 y 2014 - fue discontinuada.

## Tablas de clasificación
Sistema de puntuación
| Posición | 1º | 2º | 3º | 4º | 5º | 6º | 7º | 8º | 9º | 10º |
| Puntos   | 25 | 18 | 15 | 12 | 10 | 8  | 6  | 4  | 2  | 1   |

### Campeonato de pilotos
| Pos. | Piloto                 | HOC | HOC | LAU | LAU | NOR | NOR | ZAN | ZAN | RBR | RBR | MSC | MSC | OSC | OSC | NÜR | NÜR | HOC | HOC | Puntos |
| ---- | ---------------------- | --- | --- | --- | --- | --- | --- | --- | --- | --- | --- | --- | --- | --- | --- | --- | --- | --- | --- | ------ |
| 1    | Pascal Wehrlein        | 2   | 8   | 5   | 13  | 1   | 5   | 10  | 6   | 2   | 21† | 1   | 10  | 5   | 5   | 3   | 5   | 8   | 20  | 169    |
| 2    | Jamie Green            | 1   | 13  | 1   | 1   | 7   | 18  | Ret | 13  | Ret | 17  | 4   | 5   | Ret | 8   | Ret | 17  | 2   | 1   | 150    |
| 3    | Mattias Ekström        | 12  | 1   | 3   | 2   | 17  | 4   | 13  | 7   | 5   | 1   | Ret | 3   | 14  | 11  | 10  | 11  | 9   | 2   | 147    |
| 4    | Edoardo Mortara        | 4   | 2   | 2   | 5   | 11  | 15  | Ret | Ret | 1   | 3   | 6   | 8   | 19† | Ret | 2   | Ret | Ret | 3   | 143    |
| 5    | Bruno Spengler         | 11  | 9   | 11  | 19  | 5   | 3   | 5   | 3   | 15  | 15  | 3   | 2   | 2   | 10  | 19† | 3   | 19† | 8   | 123    |
| 6    | Marco Wittmann         | 9   | 5   | 13  | 17  | 9   | 13  | 1   | 5   | 9   | 11  | 2   | 7   | 6   | 3   | 7   | 18  | 6   | Ret | 112    |
| 7    | Maxime Martin          | 7   | 14  | 7   | 8   | Ret | 10  | 3   | 17  | 14  | 19  | 18  | 4   | 11  | 9   | 1   | 13  | 3   | 6   | 94     |
| 8    | Paul di Resta          | 3   | 22  | 14  | 15  | Ret | 6   | Ret | 14  | 3   | 9   | 14  | 15  | 13  | 6   | 12  | 2   | 4   | 4   | 90     |
| 9    | Gary Paffett           | Ret | 3   | 23  | Ret | 3   | 7   | 11  | 10  | 7   | 2   | 7   | 6   | Ret | 13  | 4   | Ret | Ret | 9   | 89     |
| 10   | Mike Rockenfeller      | 5   | 6   | 9   | 10  | 14  | Ret | 8   | 11  | 8   | 4   | 10  | 1   | Ret | 19  | 11  | 7   | 5   | 15  | 83     |
| 11   | António Félix da Costa | 13  | 20  | 19  | 14  | 12  | 12  | 2   | 1   | 13  | 10  | 11  | 22  | 3   | 4   | 9   | 15  | 11  | 7   | 79     |
| 12   | Augusto Farfus         | 10  | 21  | Ret | Ret | 8   | Ret | 4   | 2   | 6   | 18  | 15  | 11  | 4   | 2   | 18  | 8   | Ret | 14  | 77     |
| 13   | Robert Wickens         | Ret | 7   | 6   | 18  | 2   | 1   | Ret | 19  | Ret | 20† | 12  | 23  | Ret | 16  | 8   | Ret | Ret | 18  | 61     |
| 14   | Tom Blomqvist          | Ret | 17  | 22  | Ret | Ret | DSQ | 7   | 18  | 17  | 22† | 8   | 12  | 7   | 1   | Ret | 4   | 7   | 17  | 59     |
| 15   | Timo Glock             | 8   | 10  | 18  | 12  | 13  | Ret | 6   | 4   | 19  | 14  | Ret | 17  | 1   | 7   | 13  | 20  | 18† | 21  | 56     |
| 16   | Christian Vietoris     | 14  | 11  | 17  | 7   | 4   | 2   | 12  | 8   | 4   | 8   | Ret | 20  | 18  | 21  | 15  | 14  | 12  | Ret | 56     |
| 17   | Miguel Molina          | Ret | 18  | 4   | 3   | 20  | 17  | Ret | 12  | 18  | 13  | Ret | 14  | 9   | Ret | Ret | 1   | 17  | 11  | 54     |
| 18   | Timo Scheider          | Ret | 12  | 8   | 4   | 16  | 16  | 14  | 15  | 16  | DSQ |     |     | 12  | 12  | Ret | Ret | 1   | 5   | 51     |
| 19   | Martin Tomczyk         | Ret | 4   | 12  | 11  | 6   | 11  | Ret | Ret | Ret | 12  | 17  | Ret | 8   | 20  | WD  | 9   | 15  | 10  | 27     |
| 20   | Daniel Juncadella      | Ret | 15  | 10  | 6   | 10  | 8   | 16  | Ret | 11  | 23† | 5   | 13  | 10  | 15  | 17  | 10  | 13  | 12  | 26     |
| 21   | Nico Müller            | 6   | 19  | 20  | 9   | 18  | 19† | 9   | 21† | 12  | 5   | 9   | 9   | Ret | Ret | 16  | 16  | 14  | 16  | 26     |
| 22   | Maximilian Götz        | 16  | 16  | 15  | 16  | Ret | Ret | 15  | 16  | 20  | 7   | 16  | 18  | 16  | 18  | 5   | 6   | 10  | 13  | 25     |
| 23   | Lucas Auer             | Ret | DNS | 21  | 21† | 15  | 9   | 17  | 20  | 21  | 6   | 13  | 19  | 15  | 17  | 6   | 19  | 16  | 19  | 18     |
| 24   | Adrien Tambay          | 15  | Ret | 16  | 20† | 19  | 14  | 18  | 9   | 10  | 16  | Ret | 16  | 17  | 14  | 14  | 12  | Ret | Ret | 3      |
| 25   | Antonio Giovinazzi     |     |     |     |     |     |     |     |     |     |     | 19  | 21  |     |     |     |     |     |     | 0      |
| Pos. | Piloto                 | HOC | HOC | LAU | LAU | NOR | NOR | ZAN | ZAN | RBR | RBR | MSC | MSC | OSC | OSC | NÜR | NÜR | HOC | HOC | Puntos |

| Color     | Resultado                                                               |
| --------- | ----------------------------------------------------------------------- |
| Oro       | Ganador                                                                 |
| Plata     | 2.ª plaza                                                               |
| Bronce    | 3.ª plaza                                                               |
| Verde     | Finalizó en los puntos                                                  |
| Azul      | Finalizó sin puntos                                                     |
| Azul      | NC - No clasificado                                                     |
| Violeta   | Ret - No terminó (Carrera)                                              |
| Rojo      | DNQ - No se clasificó                                                   |
| Negro     | DSQ - Descalificado                                                     |
| Blanco    | DNS - No empezó (carrera)                                               |
| Blanco    | WD - Retirado (fin de semana)                                           |
| Blanco    | C - Carrera cancelada                                                   |
| Sin color | DNP - Inscrito pero no participó                                        |
| Sin color | INJ - Lesionado                                                         |
| Sin color | EX - Excluido                                                           |
| Estado    | Resultado                                                               |
| Negrita   | Pole position                                                           |
| Cursiva   | Vuelta rápida                                                           |
| †         | Abandona, pero clasifica al completar el porcentaje requerido para ello |

- † — El piloto se retiró, pero se clasificó al completar el 75% de la distancia de carrera del ganador.

### Campeonato de equipos
| Pos. | Equipo                            | Auto | HOC | HOC | LAU | LAU | NOR | NOR | ZAN | ZAN | RBR | RBR | MSC | MSC | OSC | OSC | NÜR | NÜR | HOC | HOC | Puntos |
| ---- | --------------------------------- | ---- | --- | --- | --- | --- | --- | --- | --- | --- | --- | --- | --- | --- | --- | --- | --- | --- | --- | --- | ------ |
| 1    | gooix/Original-Teile Mercedes-AMG | 8    | 14  | 11  | 17  | 7   | 4   | 2   | 12  | 8   | 4   | 8   | Ret | 20  | 18  | 21  | 15  | 14  | 12  | Ret | 225    |
| 1    | gooix/Original-Teile Mercedes-AMG | 94   | 2   | 8   | 5   | 13  | 1   | 5   | 10  | 6   | 2   | 21† | 1   | 10  | 5   | 5   | 3   | 5   | 8   | 20  | 225    |
| 2    | BMW Team RMG                      | 1    | 9   | 5   | 13  | 17  | 9   | 13  | 1   | 5   | 9   | 11  | 2   | 7   | 6   | 3   | 7   | 18  | 6   | Ret | 206    |
| 2    | BMW Team RMG                      | 36   | 7   | 14  | 7   | 8   | Ret | 10  | 3   | 17  | 14  | 19  | 18  | 4   | 11  | 9   | 1   | 13  | 3   | 6   | 206    |
| 3    | Audi Sport Team Abt Sportsline    | 5    | 12  | 1   | 3   | 2   | 17  | 4   | 13  | 7   | 5   | 1   | Ret | 3   | 14  | 11  | 10  | 11  | 9   | 2   | 201    |
| 3    | Audi Sport Team Abt Sportsline    | 17   | Ret | 18  | 4   | 3   | 20  | 17  | Ret | 12  | 18  | 13  | Ret | 14  | 9   | Ret | Ret | 1   | 17  | 11  | 201    |
| 4    | BMW Team MTEK                     | 7    | 11  | 9   | 11  | 19  | 5   | 3   | 5   | 3   | 15  | 15  | 3   | 2   | 2   | 10  | 19† | 3   | 19† | 8   | 179    |
| 4    | BMW Team MTEK                     | 16   | 8   | 10  | 18  | 12  | 13  | Ret | 6   | 4   | 19  | 14  | Ret | 17  | 1   | 7   | 13  | 20  | 18† | 21  | 179    |
| 5    | Audi Sport Team Rosberg           | 51   | 6   | 19  | 20  | 9   | 18  | 19† | 9   | 21† | 12  | 5   | 9   | 9   | Ret | Ret | 16  | 16  | 14  | 16  | 176    |
| 5    | Audi Sport Team Rosberg           | 53   | 1   | 13  | 1   | 1   | 7   | 18  | Ret | 13  | Ret | 17  | 4   | 5   | Ret | 8   | Ret | 17  | 2   | 1   | 176    |
| 6    | Silberpfeil Energy Mercedes-AMG   | 3    | 3   | 22  | 14  | 15  | Ret | 6   | Ret | 14  | 3   | 9   | 14  | 15  | 13  | 6   | 12  | 2   | 4   | 4   | 151    |
| 6    | Silberpfeil Energy Mercedes-AMG   | 6    | Ret | 7   | 6   | 18  | 2   | 1   | Ret | 19  | Ret | 20† | 12  | 23  | Ret | 16  | 8   | Ret | Ret | 18  | 151    |
| 7    | Audi Sport Team Abt               | 27   | 15  | Ret | 16  | 20† | 19  | 14  | 18  | 9   | 10  | 16  | Ret | 16  | 17  | 14  | 14  | 12  | Ret | Ret | 146    |
| 7    | Audi Sport Team Abt               | 48   | 4   | 2   | 2   | 5   | 11  | 15  | Ret | Ret | 1   | 3   | 6   | 8   | 19† | Ret | 2   | Ret | Ret | 3   | 146    |
| 8    | BMW Team RBM                      | 18   | 10  | 21  | Ret | Ret | 8   | Ret | 4   | 2   | 6   | 18  | 15  | 11  | 4   | 2   | 18  | 8   | Ret | 14  | 136    |
| 8    | BMW Team RBM                      | 31   | Ret | 17  | 22  | Ret | Ret | DSQ | 7   | 18  | 17  | 22† | 8   | 12  | 7   | 1   | Ret | 4   | 7   | 17  | 136    |
| 9    | Audi Sport Team Phoenix           | 10   | Ret | 12  | 8   | 4   | 16  | 16  | 14  | 15  | 16  | DSQ |     |     | 12  | 12  | Ret | Ret | 1   | 5   | 134    |
| 9    | Audi Sport Team Phoenix           | 93   |     |     |     |     |     |     |     |     |     |     | 19  | 21  |     |     |     |     |     |     | 134    |
| 9    | Audi Sport Team Phoenix           | 99   | 5   | 6   | 9   | 10  | 14  | Ret | 8   | 11  | 8   | 4   | 10  | 1   | Ret | 19  | 11  | 7   | 5   | 15  | 134    |
| 10   | Euronics/BWT Mercedes-AMG         | 2    | Ret | 3   | 23  | Ret | 3   | 7   | 11  | 10  | 7   | 2   | 7   | 6   | Ret | 13  | 4   | Ret | Ret | 9   | 107    |
| 10   | Euronics/BWT Mercedes-AMG         | 22   | Ret | DNS | 21  | 21† | 15  | 9   | 17  | 20  | 21  | 6   | 13  | 19  | 15  | 17  | 6   | 19  | 16  | 19  | 107    |
| 11   | BMW Team Schnitzer                | 13   | 13  | 20  | 19  | 14  | 12  | 12  | 2   | 1   | 13  | 10  | 11  | 22  | 3   | 4   | 9   | 15  | 11  | 7   | 106    |
| 11   | BMW Team Schnitzer                | 77   | Ret | 4   | 12  | 11  | 6   | 11  | Ret | Ret | Ret | 12  | 17  | Ret | 8   | 20  | WD  | 9   | 15  | 10  | 106    |
| 12   | Petronas Mercedes-AMG             | 12   | Ret | 15  | 10  | 6   | 10  | 8   | 16  | Ret | 11  | 23† | 5   | 13  | 10  | 15  | 17  | 10  | 13  | 12  | 51     |
| 12   | Petronas Mercedes-AMG             | 84   | 16  | 16  | 15  | 16  | Ret | Ret | 15  | 16  | 20  | 7   | 16  | 18  | 16  | 18  | 5   | 6   | 10  | 13  | 51     |
| Pos. | Equipo                            | Auto | HOC | HOC | LAU | LAU | NOR | NOR | ZAN | ZAN | RBR | RBR | MSC | MSC | OSC | OSC | NÜR | NÜR | HOC | HOC | Puntos |

| Color     | Resultado                                                               |
| --------- | ----------------------------------------------------------------------- |
| Oro       | Ganador                                                                 |
| Plata     | 2.ª plaza                                                               |
| Bronce    | 3.ª plaza                                                               |
| Verde     | Finalizó en los puntos                                                  |
| Azul      | Finalizó sin puntos                                                     |
| Azul      | NC - No clasificado                                                     |
| Violeta   | Ret - No terminó (Carrera)                                              |
| Rojo      | DNQ - No se clasificó                                                   |
| Negro     | DSQ - Descalificado                                                     |
| Blanco    | DNS - No empezó (carrera)                                               |
| Blanco    | WD - Retirado (fin de semana)                                           |
| Blanco    | C - Carrera cancelada                                                   |
| Sin color | DNP - Inscrito pero no participó                                        |
| Sin color | INJ - Lesionado                                                         |
| Sin color | EX - Excluido                                                           |
| Estado    | Resultado                                                               |
| Negrita   | Pole position                                                           |
| Cursiva   | Vuelta rápida                                                           |
| †         | Abandona, pero clasifica al completar el porcentaje requerido para ello |

### Campeonato de constructores
| Pos. | Constructor   | HOC | HOC | LAU | LAU | NOR | NOR | ZAN | ZAN | RBR | RBR | MSC | MSC | OSC | OSC | NÜR | NÜR | HOC | HOC | Puntos |
| ---- | ------------- | --- | --- | --- | --- | --- | --- | --- | --- | --- | --- | --- | --- | --- | --- | --- | --- | --- | --- | ------ |
| 1    | BMW           | 13  | 25  | 6   | 4   | 24  | 16  | 69  | 80  | 10  | 1   | 37  | 36  | 88  | 79  | 33  | 33  | 29  | 19  | 602    |
| 2    | Audi          | 55  | 51  | 76  | 83  | 6   | 12  | 6   | 8   | 40  | 0   | 23  | 56  | 2   | 4   | 19  | 31  | 55  | 68  | 595    |
| 3    | Mercedes-Benz | 33  | 25  | 19  | 14  | 71  | 73  | 1   | 13  | 51  | 38  | 41  | 9   | 11  | 18  | 49  | 37  | 17  | 14  | 534    |
| Pos. | Constructor   | HOC | HOC | LAU | LAU | NOR | NOR | ZAN | ZAN | RBR | RBR | MSC | MSC | OSC | OSC | NÜR | NÜR | HOC | HOC | Puntos |